# Markiz Londonderry

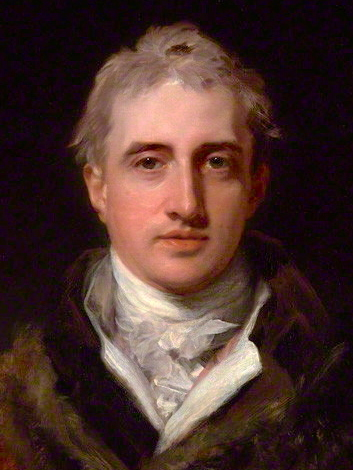
Robert Stewart, wicehrabia Castlereagh

## Informacje ogólne
- Dodatkowymi tytułami markiza Londonderry są:
  - hrabia Londonderry
  - hrabia Vane
  - wicehrabia Castlereagh
  - wicehrabia Seaham
  - baron Londonderry
  - baron Stewart
- Najstarszy syn markiza Londonderry nosi tytuł wicehrabiego Castlereagh
- Najstarszy syn wicehrabiego Castlereagh nosi tytuł lorda Stewart
- Rodową rezydencją markizów Londonderry jest Mount Stewart w Wynyard Park oraz Londonderry House w Londynie

## Lista markizów
Markizowie Londonderry 1. kreacji (parostwo Zjednoczonego Królestwa)
- 1816–1821: Robert Stewart, 1. markiz Londonderry
- 1821–1822: Robert Stewart, 2. markiz Londonderry
- 1822–1854: Charles William Vane, 3. markiz Londonderry
- 1854–1872: Frederick William Robert Stewart, 4. markiz Londonderry
- 1872–1884: George Henry Robert Charles William Vane-Tempest, 5. markiz Londonderry
- 1884–1915: Charles Stewart Vane-Tempest-Stewart, 6. markiz Londonderry
- 1915–1949: Charles Stewart Henry Vane-Tempest-Stewart, 7. markiz Londonderry
- 1949–1955: Edward Charles Stewart Robert Vane-Tempest-Stewart, 8. markiz Londonderry
- 1955 -: Alexander Charles Robert Vane-Tempest-Stewart, 9. markiz Londonderry

Następca 9. markiza Londonderry: Frederick Aubrey Vane-Tempest-Stewart, wicehrabia Castlereagh
Hrabiowie Vane 1. kreacji (parostwo Zjednoczonego Królestwa)
- 1823–1854: Charles William Vane, 3. markiz Londonderry i 1. hrabia Vane
- 1854–1884: George Henry Robert Charles William Vane-Tempest, 5. markiz Londonderry i 2. hrabia Vane

Następni hrabiowie Vane: patrz - markizowie Londonderry